# Maytenus dhofarensis
Maytenus dhofarensis  es una especie de planta de flores perteneciente a la familia  Celastraceae. Es endémica de Yemen y Omán. Está considerada  en peligro de extinción por pérdida de hábitat.

## Hábitat
Esta especie es endémica de las montañas que se extienden desde la región de Dhofar en Omán al sudeste de Yemen. Se encuentra en los bosques escarpados y la cumbre de la meseta más seca. 	En riesgo de tala excesiva para el uso doméstico, especialmente en Omán, donde ha habido un fuerte aumento de la población desde 1975.

## Taxonomía
Maytenus dhofarensis  fue descrita por Sebsebe Demissew y publicado en Symb. Bot. Upsal. 25(2): 71 1985.
Etimología
Maytenus: nombre genérico de  maiten, mayten o mayton, un nombre mapuche para la especie tipo Maytenus boaria.
dhofarensis: epíteto geográfico que alude a su localización en Dhofar.